# 风云决
《风云决》（英語：Storm Rider Clash of the Evils）是一部2008年上映的香港和中国大陆合作的动画电影，由林超賢執導，黃偉輝任動作設計，動畫監督錢國棟，改编自香港漫画家马荣成的漫画名作《风云》，制作历时5年。
電影上映後累積票房3300萬。對比近7000萬的生產預算和發行成本（涉及行政費用、戲院拆帳、發行商分成，回本一般需三倍以上票房，其後才開始獲利），被視為嚴重票房失利。

## 剧情
拜剑山庄为天下铸剑第一莊，因受皇帝误会谋反而被诛灭，少庄主傲决逃命西域以保一脉。傲决父亲临终前透露，傲家祖传有一把灭绝神器“决”尚未炼成，原因是此剑需要异兽火麒麟之血开封，可惜火麒麟已于世上消失。傲决长期压抑着仇恨之火隐居西域，静侯复仇时机。
武林霸主雄霸领导的天下会一统江湖，雄霸今日却要面对最大的挑战——他的两个徒弟聂风、步惊云，正是他宿命中的两个凶星！聂风自持有家族相传之“冰心訣”，为杀仇人雄霸，遂以麒麟血入魔。为免控制不住魔性，成为一头只顾杀戮、穷凶极恶的麒麟魔。风、云二人约定，一旦聂风入魔后不能自控，步惊云便会亲手了结风的性命，以免他为祸天下。结果，雄霸的死，便成为了傲决阴谋的开始，以及风、云师兄弟相残的序幕……

## 演員
| 角色   | 普通话版配音員 | 粵語版配音員                                                                 | 備註                          |
| 步驚雲 | 謝霆鋒         | 林 峯                                                                        | 天下會飛雲堂堂主 紫凝之戀人   |
| 聶風   | 任賢齊         | 張敬軒                                                                       | 天下會神風堂堂主 第二夢之戀人 |
| 傲決   | 童自榮         | 麥浚龍                                                                       | 拜劍山莊掌門之子              |
| 無名   | 桂 楠          | 狄 龍                                                                        | 劍宗傳人                      |
| 紫凝   | 詹 佳          | 張惠雅                                                                       | 孤儿 步惊云之恋人             |
| 第二梦 | 韩 雪          | 張紋嘉                                                                       | 聂风之恋人                    |
| 断浪   | 宋怀强         | GC                                                                           | -                             |
| 帅捕头 | 吴 磊          | 王浩信                                                                       | -                             |
| 残姬   | 范楚绒         | 黎美言                                                                       | 傲决之师姐                    |
| 冰影   | 蒋小涵         | 周秀娜                                                                       | 断浪之恋人                    |
| 雄霸   | 程玉珠         | -                                                                            | 天下会帮主                    |
| 鬼医   | 吴文伦         | -                                                                            | -                             |
| 泥菩萨 | 刘 风          |                                                                              |                               |
|        |                | 龍天生 高翰文 譚漢華 利耀堂 鄭展程 麥詩豪 余詠翠 張婉珍 冼詠儀 黃思蕾 黃翠儀 |                               |

## 主题曲
《风云决》
- 作词：任贤齐、李安修
- 作曲：GJ
- 编曲：Jonny Yim
- 主唱：任贤齐

## 提名入围
- 2008年第4届好莱坞AOF电影节[2]
- 2008年第21届东京国际电影节[3]
- 2008年意大利未来电影展[4]

## 外部連結
- 香港影庫上《风云决》的資料（繁體中文）
- 豆瓣电影上《风云决》的資料 （简体中文）
- （简体中文）方块动漫画文化发展有限公司 （页面存档备份，存于）
- （简体中文）（繁體中文）（英文）官方网站 （页面存档备份，存于）
- （简体中文）新浪娱乐独家网络支持 （页面存档备份，存于）
- （繁體中文）台湾官方網站 （页面存档备份，存于）
- （繁體中文）奇摩電影 （页面存档备份，存于）
- 互联网电影数据库（IMDb）上《风云决》的资料（英文）